# Aleksandr Michajlin
Aleksandr Vjačeslavovič Michajlin (in russo Александр Вячеславович Миха́йлин?; Mosca, 18 agosto 1979) è un judoka russo, vincitore della medaglia d'argento nella categoria oltre i 100 kg a Londra 2012.

## Palmarès
- Giochi olimpici estivi

2012 - Londra: argento nella categoria oltre i 100 kg.
- Campionato mondiale di judo

1999 - Birmingham: bronzo nei 100 kg.
2001 - Monaco di Baviera: oro nella categoria oltre i 100 kg e nella categoria Open.
2005 - Il Cairo: oro nella categoria oltre i 100 kg.
2008 - Levallois-Perret: argento nella categoria Open.
2011 - Parigi: bronzo nella categoria oltre i 100 kg.
2011 - Tjumen': bronzo nella categoria Open.
- Campionati europei di judo

1999 - Bratislava:  bronzo nei 100 kg.
2001 - Parigi: oro nella categoria Open.
2002 - Maribor: argento nella categoria Open.
2003 - Düsseldorf: oro nella categoria Open.
2005 - Rotterdam: oro nella categoria oltre i 100 kg.
2006 - Novi Sad: oro nella categoria Open.
2007 - Belgrado: bronzo nella categoria oltre i 100 kg.
2007 - Varsavia: oro nella categoria Open
2009 - Tbilisi: bronzo nella categoria oltre i 100 kg.
2012 - Čeljabinsk: oro nella categoria oltre i 100 kg.